# Marcelle Lévaz
Marcelle Lévaz (Braives, 18 maart 1911 – Remicourt, 13 november 2022) was sinds het overlijden van de 111-jarige Maria Julia Van Hool op 29 april 2021 de oudste inwoner van België en tevens van de gehele Benelux sinds het overlijden van Cornelia Boonstra-van der Bijl tot aan haar eigen overlijden op 13 november 2022.
Lévaz huwde in 1932 met Joseph Huysmans. Hun huwelijk bleef kinderloos. Vanaf haar zeventiende werkte ze als kleermaakster. Later werd ze gerante van een schoenenwinkel. Haar echtgenoot overleed in 1960. In 1963 hertrouwde Lévaz met François Pierard, die in 1977 overleed. Ze stopte pas op 107-jarige leeftijd met hobbydansen.
In 2008 verhuisde ze naar een rusthuis in Remicourt, waar ze in november 2022 overleed op 111-jarige leeftijd.